# Бойд Орр, Джон
Джон Бойд Орр (англ. John Boyd Orr, 1st Baron Boyd-Orr; 23 сентября 1880 — 25 июня 1971) — английский педагог, врач, общественный деятель, лауреат Нобелевской премии мира за 1949 год.

## Происхождение и ранние годы
Джон Бойд Орр родился в деревне Килмаерс, недалеко от Килмарнока, Ист-Эршир, Шотландия. Он был средним ребёнком в семье из семи детей. Его отец, Роберт Кларк Орр, был владельцем каменоломни и человеком глубоких религиозных убеждений, членом Свободной церкви Шотландии. Его мать, Энни Бойд, была дочерью другого владельца каменоломни, более богатого, чем Роберт Орр, по совместительству гроссмейстера масонской ложи.
В раннем возрасте Джон научился читать благодаря овдовевшей бабушке, которая жила с семьёй. В доме было много книг, а его отец был широко осведомлён в политических, социологических и метафизических вопросах, а также в вопросах религии. По мере взросления Джон регулярно обсуждал эти темы с отцом, братьями и приходящими в гости друзьями.

## Деятельность
Педагог, врач, общественный деятель, исследователь проблем продовольствия, продовольственной безопасности, голода, недоедания, питания населения во время войн. Соавтор книги «Питание населения во время войны» (1940). Ректор Университета Глазго. Избирался как независимый кандидат на довыборах в парламент в апреле 1945 года, переизбран на проведённых в том же году всеобщих выборах, но сложил свой мандат уже в 1946 году. Глава ФАО (Продовольственной программы ООН).
Премия была ему присуждена с формулировкой «В знак признания его заслуг не только в деле освобождения человечества от нужды, но и в создании основ мирной кооперации между классами, нациями и расами».

## Факты
- Участник Первой мировой войны, в частности — битв на Сомме и при Ипре.
- Продолжающееся до сих пор включение в рацион школьников Великобритании и США молока — его идея.